# Sven Hallonsten
Sven Otto Hallonsten, född 8 mars 1942i Lunds stadsförsamling, Malmöhus län, död 25 maj 2020 i Farsta distrikt, Stockholms län, var en svensk bibliotekarie och redaktör. Han var dotterson till Otto Ehde och bror till Gösta Hallonsten.
Hallonsten var bibliotekarie på Barnängens världsbibliotek, Solidaritetshuset i Stockholm och tidigare redaktör för tidskriften Y-nytt och kulturtidskriften Provins. Han var projektledare för Macondo och medlem i nätverket Den hemliga trädgården som arbetar med att få in en annan slags barnlitteratur i Sverige.

## Priser och utmärkelser
- LRF:s litteraturpris 1999